# El Trono del Norte
El Trono del Norte es un episodio que consta de 2 partes. Son los décimo noveno y vigésimo episodios de la serie animada de televisión Avatar: la leyenda de Aang.

## Sinopsis

### Parte 1
En la primera parte, Zhao comienza a lanzar su ataque a la Tribu Agua del Norte. Bajo el tutelage de Pakku, Katara mejora sus habilidades de Agua Control, llegando a derrotar a todos los pupilos con facilidad. Por otro lado, para molestia de Pakku y Katara, no se puede decir lo mismo de Aang, ya que el solo había estado jugando con las mascotas. Mientras tanto, Sokka lleva a la Princesa Yue a dar un paseo en Appa, donde casi se besan. Comienza a caer nieve, junto con hollín. Sokka lo reconoce, de cuando su Tribu fue atacada, y sabe que un ataque masivo se acerca.
La Tribu Agua del Norte se prepara para defenderse de la invasión, y Sokka se ofrece voluntariamente para una misión peligrosa y secreta, donde los guerreros se infiltrarán en la flota de la Nación del Fuego. Después en otra toma se ve a Aang, Katara y Sokka en el muro principal de la ciudad en eso Aang ve un barco acercándose, el barco lanzó una bola de fuego. Aang sale en Appa a atacar el barco, los maestros agua del norte hacen lo mismo que hicieron los maestros del sur para detener al barco. Mientras las paredes de la ciudad de la tribu comienzan a caer, Aang se siente obligado a evitar lo que aconteció la Tribu Agua del Sur y los Nómades Aire. Sin embargo, él encuentra que contra una flota tan extensa, él no está parado en una casualidad y se retira exhausto.
Mientras tanto, Iroh le aconseja al Almirante Zhao parar el ataque antes del anochecer, él le dice que los maestros agua obtienen su poder de la luna y que especialmente que se acerca la Luna Llena, la cual le dará una ventaja de gran alcance a los Maestros Agua. Zhao acepta su consejo y detiene el ataque, aunque al parecer tiene una solución para el problema de la luna, alineada con la noche siguiente. Iroh se encuentra con el Príncipe Zuko, antes que él suba a la canoa, él le dijo que se ponga la capucha antes de navegar, tratara de entrar en la ciudad, y capturar al Avatar.
Después de unas críticas que hizo Sokka durante el informe de la misión, el Jefe Arnook decide que Sokka le diga todo lo que sabe a Hann, ya que él comandará la misión y además es el comprometido de Yue. Hann resulta ser un tirón completo, una "comadreja sin alma" como Sokka menciona. Los dos luchan y Arnook quita a Sokka de la misión. Sokka se enoja, hasta que Arnook revela la verdadera razón por la que lo quitó de la misión: quiere que sea el guardián de la Princesa Yue.
La Princesa Yue, después de relacionar los orígenes de la Tribu Agua con su energía, le da a Aang una idea. Si él puede entrar en el Mundo de los Espíritus, y encontrar a los Espíritus de la Luna y el Océano, tal vez ellos podrían ayudar a derrotar a la Nación del Fuego. Yue lleva a Katara y Aang a un oasis oculto, el lugar más espiritual del Polo Norte. Aang entra en trance después de mirar fijamente los Peces Koi en una pequeña piscina del oasis, que lo llevan al Mundo de los Espíritus. Katara se queda para proteger a Aang. Cuando llega Zuko, Katara combate con él, y gracias a los poderes de la Luna, lo derrota, temporalmente. Sin embargo, el sol se levanta y realza los poderes de Zuko, permitiéndole derrotar a Katara. Zuko secuestra a Aang, mientras Katara está inconsciente, hasta que llega Yue y Sokka con Appa al santuario, pero para entonces, Zuko se había ido...

### Parte 2
La invasión de Zhao traspasa el muro defensivo de la Tribu Agua del Norte, y él revela su plan siniestro. Zhao desea matar a la forma mortal del espíritu de la Luna, que debilitaría gravemente a la Tribu Agua. 
Aang va al Mundo de los Espíritus por ayuda y, aconsejado por el Avatar Roku, visita a "Koh", uno de los más antiguos espíritus que existen, pero debe tener mucho cuidado, ya que le llaman "El Ladrón de Rostros". Aang le visita, pero no debe mostrar ninguna emoción, o se robará su cara. Aang le pregunta y resulta ser que los peces koi, el blanco y el negro, que vio nadando en el oasis eran los espíritus de la Luna y el Océano, Tui y La respectivamente. Pero descubre que en realidad él no necesita su ayuda, sino al revés, ya que alguien va a matarlos. Entonces Aang decide volver al mundo físico y evitar que Zhao mate al espíritu. Aang vuelve con la ayuda de Hei Bai, y escapa de Zuko gracias a la llegada oportuna de Katara, Sokka y la Princesa Yue en Appa. Zuko y Katara tienen una revancha, pero gracias a la Luna, Zuko es derrotado en cuestión de segundos. Aang lleva a Zuko inconsciente, con un total desacuerdo de Sokka y Katara.
Cuando Aang llega al oasis, Zhao ya ha capturado al pez blanco, y la Luna se torna roja, y el color filtra al mundo. Además los Maestros Agua pierden sus poderes. Iroh amenaza a Zhao, diciéndole que cualquier cosa que le haga al pez, se lo hará multiplicado por diez. Zhao escuchando eso, devuelve al pez, aunque de pronto lanza fuego al pez, matándolo. La Luna desaparece junto con el cielo, y todo se vuelve blanco y negro. Iroh empieza a lanzar bolas de fuego, y Zhao escapa. Iroh y Katara ven como revivir al espíritu, pero es demasiado tarde. Aang entra en el Estado Avatar y se hunde con el Espíritu del Océano. Una gran criatura ataca a la Nación del Fuego. Una escena muestra a la criatura viendo como se retira la flota de la Nación del Fuego, y después que completamente se ha ido - sugiriendo que el Avatar expulsará sin piedad a la flota entera, hasta el último hombre. 
Mientras tanto, el Príncipe Zuko persigue a Zhao, y se revela su identidad como el Espíritu Azul (el que liberó al Avatar en la fortaleza de Zhao). Lucha él y el Almirante Zhao. Por otro lado, Yue fue salvada de la muerte gracias al Espíritu de la Luna, y le devolvió la vida que una vez le había dado. Ella se reencarna en el Espíritu de la Luna, y le da un beso final a Sokka. Yue desaparece y la Luna vuelve a aparecer. La, el Espíritu del Océano (la criatura que atacaba a la Nación del Fuego) mira la Luna, y libera a Aang en el muro defensivo de la Tribu, y el espíritu va por Zhao, a quién lo hunde bajo el mar.
Pakku le dice a Katara que ha decidido ir al Polo Sur, y ayudar a reconstruir a su Tribu Hermana. Además asigna a Katara como nueva Maestra de Agua Control de Aang. Arnook revela a Sokka, que cuando Yue nació los espíritus le dieron una visión. Vio a Yue tomar el Espíritu de la Luna, sabía que eso pasaría y que trató de hacer todo lo posible para que eso no sucediera. Zuko y Iroh navegan en un pequeño bote de expedición. Aang y Katara se abrazan, y luego Momo se les une, Sokka le toma el hombro a Aang y Appa sobrevuela junto a ellos. Juntos ven hacia la Luna pensando en qué seguirá más adelante. Por otro lado, el Señor del Fuego Ozai le asigna a una joven mujer, poco menor que Zuko, una misión con las palabras, "Iroh es un traidor, y tu hermano Zuko es un fracaso... tengo una tarea para ti..."
- Datos: Q8773488